# Claude Lévesque
Pour les articles homonymes, voir Lévesque.
Ne doit pas être confondu avec Claude Lévêque.
Claude Lévesque (Montréal, 3 mars 1927 – Terrebonne, 22 mars 2012) est un philosophe et écrivain québécois.

## Biographie
Il possède une maîtrise en sciences médiévales, une licence en théologie et un doctorat en philosophie de l'Université de Montréal.
Il a été professeur au département de philosophie de l'Université de Montréal de 1960 à 2002.
Parallèlement à son enseignement, il réalise plusieurs séries d'émissions culturelles pour Radio-Canada.

## Œuvres

### Ouvrages
- L'Étrangeté du texte : Essais sur Nietzsche, Freud, Blanchot et Derrida, Montréal, VLB éditeur, 1976
- L'Oreille de l'autre : Otobiographies, transferts, traductions. Textes et débats avec Jacques Derrida, Montréal, VLB éditeur, 1982
- Dissonance : Nietzsche à la limite du langage, Montréal, Hurtubise HMH, 1988
- Le proche et le lointain, Montréal, VLB éditeur, 1994
- Par-delà le masculin et le féminin, Paris, Aubier, 2002
- Qu'en est-il des intellectuels aujourd'hui? (dir.), Montréal, Hurtubise, 2007
- La poésie comme expérience (dir.), Montréal, Hurtubise, 2009
- Philosophie sans frontières, Québec, Éditions Nota bene, 2010

### Théâtre
- 1972 : Où boivent les vaches de Roland Dubillard, mise en scène Roger Blin, Théâtre Récamier

### Articles
- « Deux lectures d’Emmanuel Levinas », Études françaises, vol. 38, nos 1-2,‎ 2002, p. 123-133 (lire en ligne).

## Honneurs
- 1989 - Membre de la Société royale du Canada
- 1991 - Académie des lettres du Québec
- 2002 - Prix Spirale de l'essai, Par-delà le masculin et le féminin

## Source bibliographique
- 2012 - Patrick Poirier & Sylvano Santini (dirs), Claude Lévesque - Tendresse envers l'étrangeté, Éditions Nota Bene, 260 p.  (ISBN 978-2-89518-439-3)